# Фогель Наум Давидович
Наум Давидович Фогель (4 жовтня (17 жовтня) 1908, Хорли — 28 грудня 1980, Херсон) — український радянський письменник та лікар-невропатолог. Відомий переважно творами про лікарів, у творчому доробку має також один фантастичний роман. Усі твори письменника написані російською мовою.

## Біографія
Наум Фогель народився у селі Хорли (на той час Таврійської губернії) у сім'ї дрібного службовця. Після закінчення школи він працював вантажником у Одеському порту та робітником на одному із заводів Одеси, пізніше вступив до Одеського медичного інституту, який закінчив у 1935 році. Після інституту Наум Фогель працював лікарем у Молдавській АРСР, пізніше повернувся ближче до рідних місць, і працював спочатку лікарем в радгоспі «Велетень», а з 1936 року працював лікарем-невропатологом у херсонській міській лікарні імені Тропіних. З 1939 року Наум Фогель служить у армії, та бере участь спочатку в радянсько-фінській війні, а пізніше в радянсько-німецькій війні, знаходився в діючій армії до кінця війни, нагороджений орденом Червоної Зірки та кількома медалями.
Після війни Наум Фогель повернувся до Херсона, де став завідувачем неврологічного відділення Херсонської обласної лікарні. Одночасно в 1946 році він став одним із організаторів одного з перших в Україні дитячого неврологічного відділення. У 1949 році Наум Фогель став ініціатором створення служби санавіації для віддалених районів Херсонської області. також він став організатором у області геріатричної служби та кабінету аутогенного тренування. З 1945 року Наум Фогель розпочинає публікуватися у місцевій херсонській періодичній пресі, а з 1952 року стає професійним письменником. З 1962 року Фогель стає членом Спілки письменників СРСР, був активним членом Херсонського літературного об'єднання, керівником якого він був тривалий час. Помер Наум Давидович Фогель 28 грудня 1980 року в Херсоні.

## Літературна творчість
Наум Фогель розпочав публікуватися в херсонській періодичній пресі в 1945 році. Першими його публікаціями були вірші, нариси, статті. У 1946 році Фогель отримав премію на республіканському конкурсі за оповідання «В операційній». Свої твори письменник писав російською мовою. Першим великим твором Наума Фогеля стала повість про санітарну авіацію «Крилата медицина», яка вийшла друком в 1952 році. Більшість творів автора присвячені його основній професії — медицині. У 1959 році виходить перша книга дилогії про хірурга Корепанова — «Хірург Олексій Корепанов», прообразом якого став колишній головний лікар Херсонської обласної лікарні Петро Іванович Юрженко. У 1966 році виходить друга частина дилогії «Головний лікар». У 1977 році виходить друком роман «Капітан флагмана», у якому розповідається про працівників великого суднобудівного заводу (у якому можна розпізнати Херсонський суднобудівний завод). У 1962 році вийшла друком єдина фантастична повість Наума Фогеля «Гіпнотрон професора Браїлова», у якій у характерному ідеологічному стилі описується про винахід радянських учених — прилад гіпнотрон, який має здатність присипляти хворих на відстані, та намагання іноземних шпигунів заволодіти цим приладом. Вже після смерті письменника, у 1981 році вийшла друком збірка реалістичних творів Фогеля «Буран».

### Збірки творів
- 1981 — Буран

### Романи
- 1959 — Хирург Алексей Корепанов
- 1966 — Главный врач
- 1977 — Капитан флагмана

### Повісті
- 1952 — Крылатая медицина
- 1962 — Гипнотрон профессора Браилова
- 1981 — Суматошный день
- 1981 — Откровения Оськи Батлера
- 1981 — Буран

### Оповідання і нариси
- 1946 — В операционной
- 1962 — Повесть о человеке хорошем
- 1975 — Герой Социалистического Труда В. Ф. Заботин